# Siegfried (Band)
Siegfried ist eine Band aus Österreich, die sich dem Epic Metal gewidmet hat. Die Texte werden auf Deutsch gesungen und handeln unter anderem von der Nibelungensage.
Nach einigen Demoaufnahmen unterzeichnete die Band einen langjährigen Plattenvertrag bei Napalm Records. Im November 2001 erschien das Debütalbum Drachenherz, dem 2003 das zweite Album Eisenwinter folgte. Erst nach dieser Veröffentlichung begann die Band auch live aufzutreten.

## Diskografie

### Demos
- 2000: Fafnir

### Alben
- 2001: Drachenherz
- 2003: Eisenwinter
- 2009: Nibelung